# Kanton Nantes-9
Kanton Nantes-9 (fr. Canton de Nantes-9) je francouzský kanton v departementu Loire-Atlantique v regionu Pays de la Loire. Tvoří ho pouze část města Nantes.